# Kimberly Dos Ramos
Kimberly Dos Ramos  (Caracas, 1992. április 15. –) venezuelai színésznő, modell, énekesnő és műsorvezető.

## Élete
Kimberly Dos Ramos 1992. április 15-én született. Testvére Lance Dos Ramos szintén színész. Első szerepét 1996-ban kapta a Todo por tu amor-ban. 2000-ben megkapta a Hechizo de amor című telenovellában Martica Sánchez szerepét.

## Karrierje
2007-ben a La Merienda műsorvezetőjeként debütált.
2011-ben megkapta a Grachi című sorozatban a főgonosz Matilda Román szerepét 2 évadon keresztül de visszatér a 3. évadban pár epizódra. Partnerei Isabella Castillo, Andrés Mercado és María Gabriela de Faría voltak. A sorozatban játszott szerepéért Kids Choice Awards México-díjra jelölték a Kedvenc gazember kategóriában.

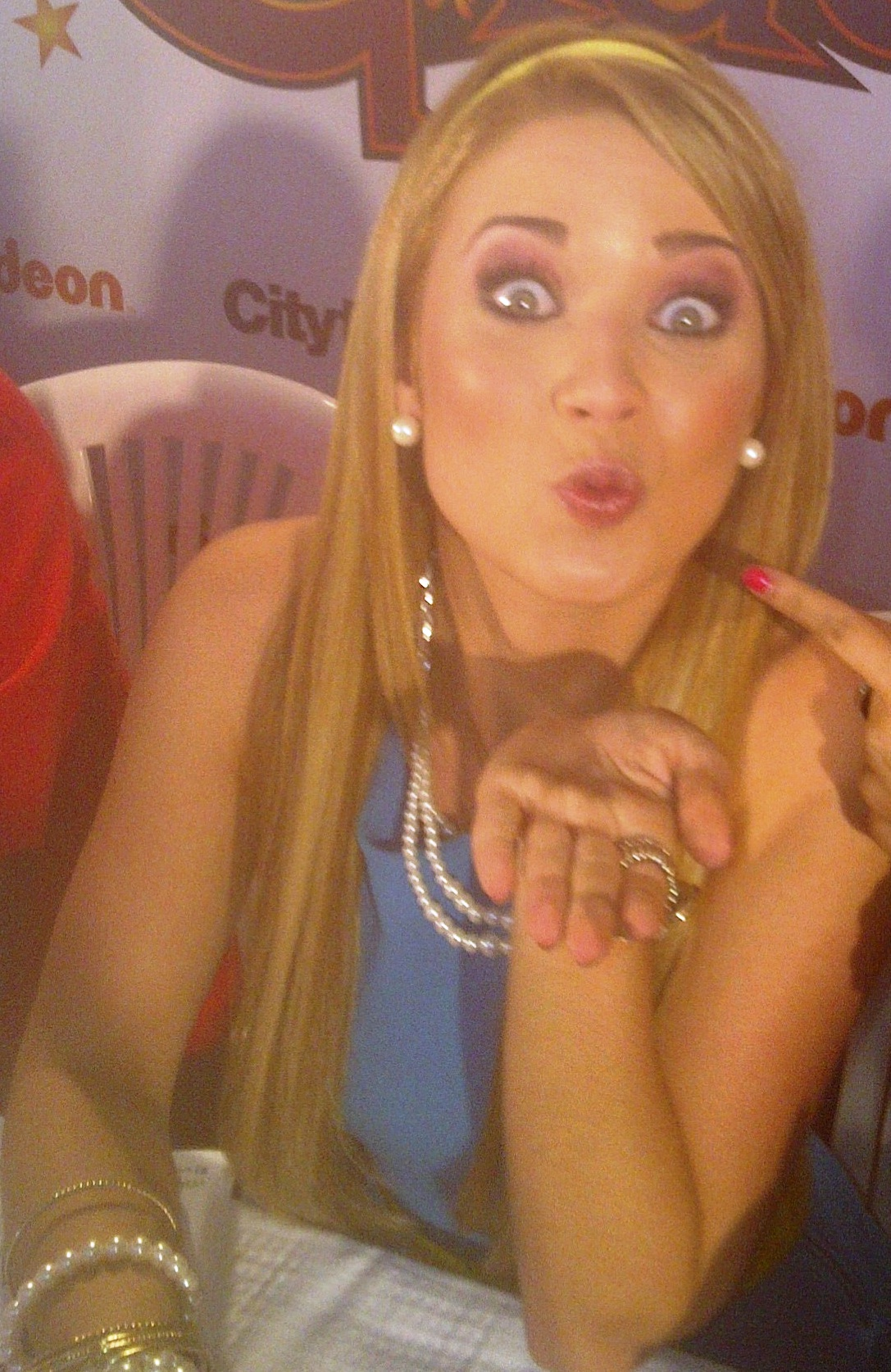
Dos Ramos Bogotában 2012-ben.

2012-ben megkapta Katerina Alvarado szerepét az Utolsó vérig című sorozatban. 2013-ban elnyerte a Miami Life Awars-díjat a Legjobb női mellékszereplő kategóriában az El rostro de la venganzában nyújtott alakításáért.

## Filmográfia
| Év          | Eredeti cím              | Magyar cím         | Szerep                             | Magyar hang  |
| ----------- | ------------------------ | ------------------ | ---------------------------------- | ------------ |
| 1996        | Todo Por Tu Amor         |                    |                                    |              |
| 1997        | Destino de Mujer         |                    |                                    |              |
| 1999        | Cuando Hay Pasión        | Végzetes szerelem  |                                    |              |
| 2000        | Hechizo de Amor          | A szerelem varázsa | Martica Sánchez                    |              |
| 2001        | Más Que Amor, Frenesí    | Több,mint szerelem | Anastasia "Taty" Lara Fajardo      |              |
| 2002        | Las González             |                    | Petunia Piña González              |              |
| 2003 – 2004 | La Cuaima                |                    | Bambi Cáceres Rovaina              |              |
| 2005        | Amor a Palos             | A nők visszavágnak | Julieta Soriano Lam                |              |
| 2008        | La Trepadora             |                    | Eugenia Alcoy Del Casal            |              |
| 2010        | Que el Cielo Me Explique |                    | Karen Montero                      |              |
| 2011        | Grachi                   |                    | Matilda Román                      |              |
| 2012 – 2013 | El rostro de la venganza | Utolsó vérig       | Katerina Alvarado Cruz             | Vadász Bea   |
| 2013 - 2014 | Marido en alquiler       |                    | Patricia 'Paty' Ibarra Palmer      |              |
| 2014 - 2015 | Tierra de Reyes          |                    | Irina del Junco Belmonte           |              |
| 2015 - 2016 | ¿Quién es Quién?         | Éld az életem!     | Fernanda Manrique / Isabela Blanco | Vadász Bea   |
| 2016 - 2017 | Vino el amor             | Mámoros szerelem   | Graciela Palacios                  | Dögei Éva    |
| 2019        | Por amar sin ley         |                    | Sofía Alcocer                      |              |
| 2020        | Rubí                     | Rubí visszatér     | Maribel de la Fuente               | Kereki Anna  |
| 2021        | La desalmada             |                    | Isabela Gallardo Torresblanca      |              |
| 2023 - 2024 | Vuelve a mí              |                    | Liana Corrales                     |              |
| 2024        | Vivir de amor            | Éltető szerelem    | Angelli Rivas del Olmo Sandoval    | Csifó Dorina |
| 2025        | Me atrevo a amarte       |                    | Victoria Pérez-Soler Paz           |              |

## Díjak és jelölések
| Év   | Díj                                     | Kategória                  | Telenovella              | Eredmény |
| ---- | --------------------------------------- | -------------------------- | ------------------------ | -------- |
| 2011 | Kids Choice Awards México               | Kedvenc gazember           | Grachi                   | Jelölés  |
| 2011 | Kids' Choice Awards Argentina           | Kedvenc gazember           | Grachi                   | Jelölés  |
| 2012 | Kids Choice Awards México               | Kedvenc gazember           | Grachi                   | Jelölés  |
| 2012 | Kids' Choice Awards Argentina           | Kedvenc gazember           | Grachi                   | Jelölés  |
| 2012 | Meus Premios Nick Brazil                | Az év lánya                | Grachi                   | Jelölés  |
| 2012 | Los Premios el Universo del Espectáculo | Legjobb fiatal színésznő   | Que el cielo me explique | Jelölés  |
| 2013 | Miami Life Awards                       | Legjobb női mellékszereplő | Utolsó vérig             | Nyertes  |
| 2013 | Premios Tu Mundo                        | Legjobb női mellékszereplő | Utolsó vérig             | Jelölés  |
| 2013 | People en Español                       | Legjobb új tehetség        | Marido en alquiler       | Jelölés  |
| 2013 | People en Español                       | Legjobb női mellékszereplő | Marido en alquiler       | Jelölés  |
| 2013 | Special Beauty Awards                   | Beauty TV                  | Marido en alquiler       | Nyertes  |
| 2014 | Miami Life Awards                       | Legjobb fiatal színésznő   | Marido en alquiler       | Nyertes  |
| 2014 | Premios Tu Mundo                        | Kedvenc fiatal művész      | Marido en alquiler       | Nyertes  |